# Powiat Zamojski
Der Powiat Zamojski ist ein Powiat (Kreis) in der polnischen Woiwodschaft Lublin. Der Powiat hat eine Fläche von 1872,27 km², auf der 110.000 Einwohner leben.

## Gemeinden
Der Powiat umfasst fünfzehn Gemeinden, davon drei Stadt-und-Land-Gemeinden und zwölf Landgemeinden.

### Stadt-und-Land-Gemeinden
- Krasnobród
- Szczebrzeszyn
- Zwierzyniec

### Landgemeinden
- Adamów
- Grabowiec
- Komarów-Osada
- Łabunie
- Miączyn
- Nielisz
- Radecznica
- Sitno
- Skierbieszów
- Stary Zamość
- Sułów
- Zamość